# Louis Moinet
Louis Moinet (Bourges, 1768 – Parigi, 21 maggio 1853) è stato un orologiaio e pittore francese.

## Biografia
Nato in una famiglia di agiati agricoltori, alle scuole medie spicca per la sua grande facilità di apprendimento e si aggiudica tutti i primi premi delle gare fra i migliori allievi. Ancora studente, nutre già una passione, l'orologeria, e trascorre tutto il suo tempo libero da un maestro orologiaio. Inoltre prende lezioni private di disegno da un pittore italiano.

### L'arte
A vent'anni il grande sogno di Louis Moinet è l'Italia, madrepatria per eccellenza delle belle arti. Lascia quindi la Francia per Roma, dove vive per 5 anni studiando architettura, scultura e pittura. Conosce alcuni membri dell'Accademia di Francia a Roma, che riunisce i maggiori artisti dell'epoca.
Da Roma si trasferisce a Firenze e si avvicina all'incisione artistica di pietre fini, in uno studio del mecenate conte Manfredini, ministro del Granducato di Toscana. In quel periodo dipinge anche numerosi quadri.
Di ritorno a Parigi, viene nominato professore all'Académie de peinture et de sculpture, al Louvre. Diventa membro di varie società culturali ed artistiche e collabora con artisti di rilievo, come l'astronomo Jérôme Lalande, il bronzista e scultore Pierre-Philippe Thomire e con Jean Eugène Robert-Houdin, l'abile costruttore di meccanismi automatici, noto come "il rinnovatore dell'arte magica".

### L'alta orologeria
Parallelamente si dedica allo studio teorico e pratico dell'orologeria, un'arte per la quale nutriva da tempo una grande passione. Riprende i contatti con il suo ex professore e, in breve, l'allievo supera il maestro.
Dal 1800, l'orologeria impegna tutto il suo tempo. Trascorre lunghi soggiorni in Svizzera, dalle montagne del Giura alla Vallée de Joux, celebre culla dell'orologeria meccanica. In questi luoghi incontra illustri orologiai, fra i quali Jacques-Frédéric Houriet, di cui acquisisce gli strumenti e le attrezzature.
Louis Moinet viene nominato Presidente della Società Cronometrica di Parigi, che raggruppa alcuni fra i maggiori talenti dell'epoca e il cui obiettivo è "sviluppare e dare impulso all'orologeria, una delle scienze più affascinanti dell'ingegno umano". In questo ambito, frequenta spesso alcuni colleghi, fra i quali Louis Berthoud, Antide Janvier, Louis-Frédéric Perrelet, Joseph Winnerl o ancora Benjamin Vulliamy, orologiaio del re a Londra.

### L'opera di Louis Moinet

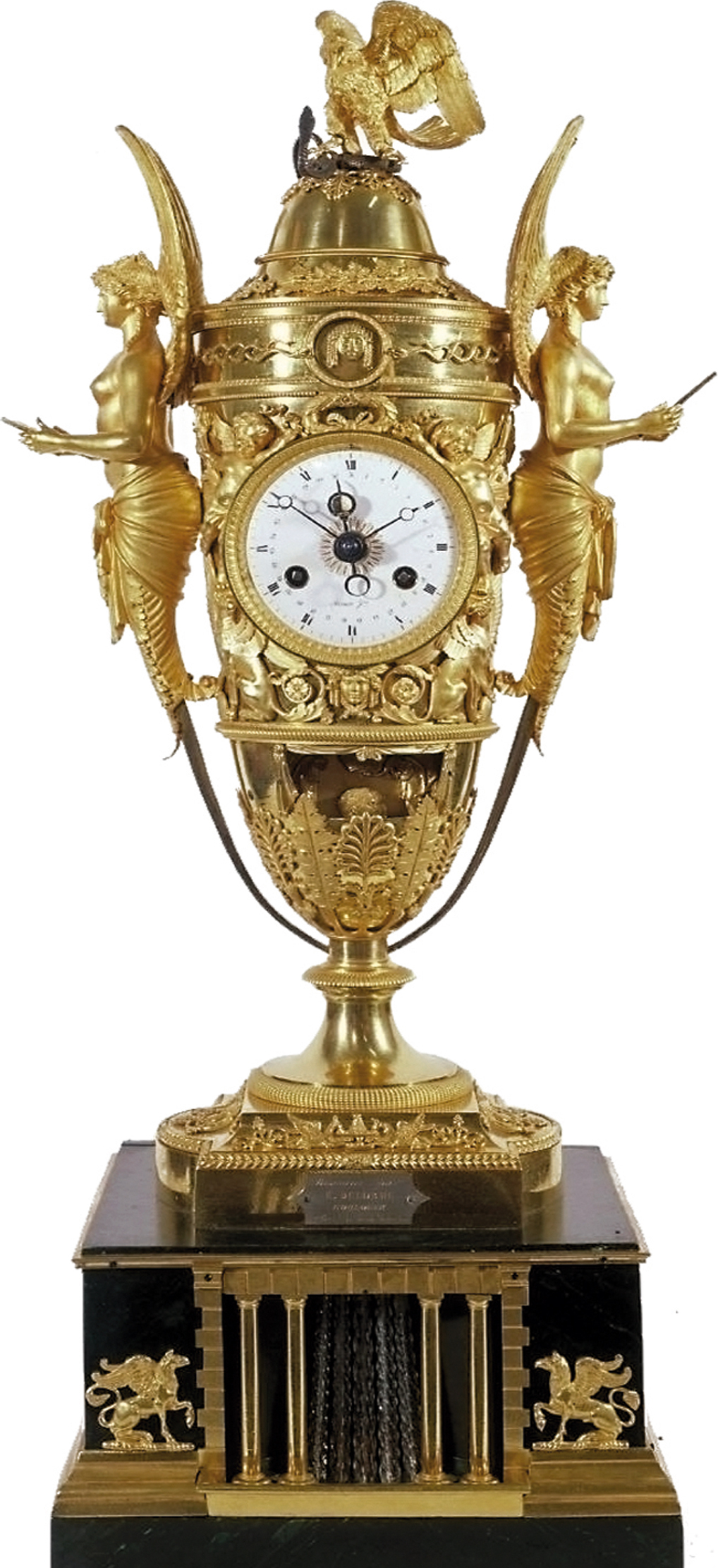
Orologio di Napoleone, realizzato da Louis Moinet
nel 1806.

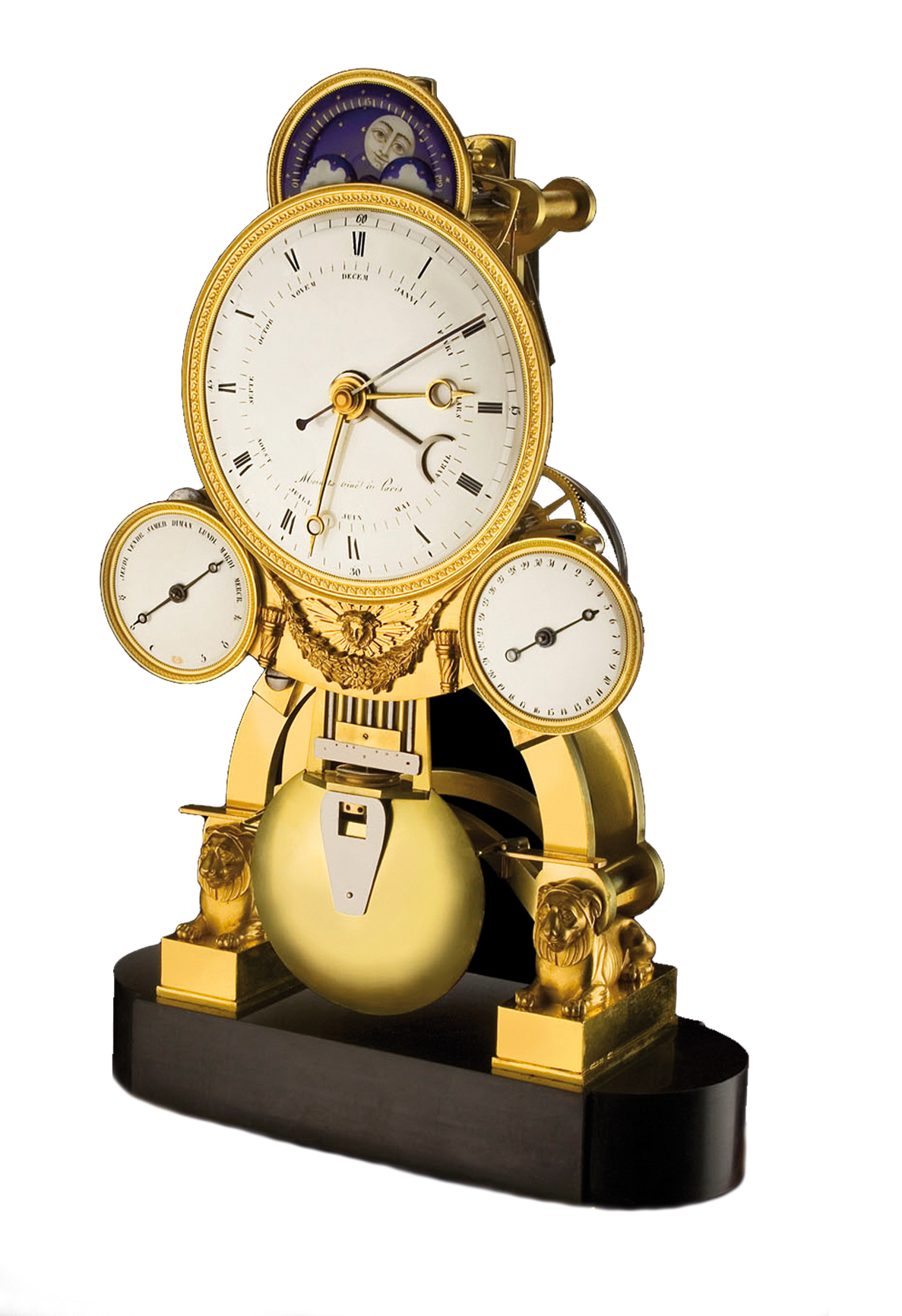
Orologio del maresciallo dell'Impero Gioacchino Murat, re di Napoli, realizzato da Louis Moinet nel 1810.

Louis Moinet collabora strettamente e per numerosi anni con il grande Abraham-Louis Breguet. Diventa suo intimo amico, confidente e consigliere. I due condividono la stessa passione per l'arte orologiaia. Il figlio maggiore di Breguet è stato inoltre coinvolto in una causa con Moinet sui manoscritti del padre per plagio. La sentenza, emessa nel 1825, è stata favorevole ad Antoine-Louis Breguet, ma non ha impedito a Moinet di pubblicare successivamente il suo libro.
Nel corso della sua vita, Louis Moinet ha creato orologi straordinari per i personaggi più autorevoli dell'epoca: da Napoleone Bonaparte ai presidenti americani Thomas Jefferson e James Monroe, dal re Giorgio IV del Regno Unito a Ernesto Augusto I di Hannover, dalla regina dei francesi Maria Amalia di Borbone-Due Sicilie ai marescialli dell'Impero Gioacchino Murat, re di Napoli, e Michel Ney nonché a molti altri sovrani in tutta Europa.
Dietro questi orologi, realizzati in collaborazione con il celebre bronzista Pierre-Philippe Thomire, si celano storie straordinarie: prima fra tutte quella relativa a Thomas Jefferson, firmatario della Dichiarazione di indipendenza degli Stati Uniti d'America e ambasciatore statunitense a Parigi, dove conobbe Louis Moinet cui specificò i propri tre requisiti per la creazione della sua opera d'arte: bellezza, durata e utilità. Probabilmente il presidente statunitense apprezzò moltissimo quell'orologio, dal momento che lo tenne con sé per entrambi i mandati alla Casa Bianca e fino ai suoi ultimi giorni di vita.
L'orologio di James Monroe fa invece parte degli arredi originali della Casa Bianca. È stato acquistato a Parigi nel 1817, insieme ad altri oggetti decorativi, per ornare la Casa Bianca incendiata dagli inglesi nel 1814 e ricostruita in seguito dall'architetto James Hoban. Molti degli arredi originali sono andati persi nel corso del tempo e oggi non rimangono che pochi oggetti testimoni del passato, fra i quali appunto il famoso orologio "Minerva" di Moinet e Thomire.
Quanto all'orologio di Napoleone, è stato realizzato nel 1806. Dotato di una carica di otto giorni, fornisce l'ora, i minuti e la data. La sua grande originalità risiede in uno straordinario meccanismo che indica la fase lunare all'interno della lancetta dei giorni, per mezzo di una minuscola sfera in avorio. Inoltre, Napoleone e l'imperatrice Giuseppina di Beauharnais vengono incoronati ogni volta che viene avviato il carillon. Ciò è possibile grazie a un meccanismo automatico che va a posizionare la corona imperiale sul capo dei sovrani.
Oggi, questi capolavori sono conservati nei più grandi musei, come il Louvre a Parigi, la Reggia di Versailles, Palazzo Pitti a Firenze o ancora Monticello e la Casa Bianca in America.

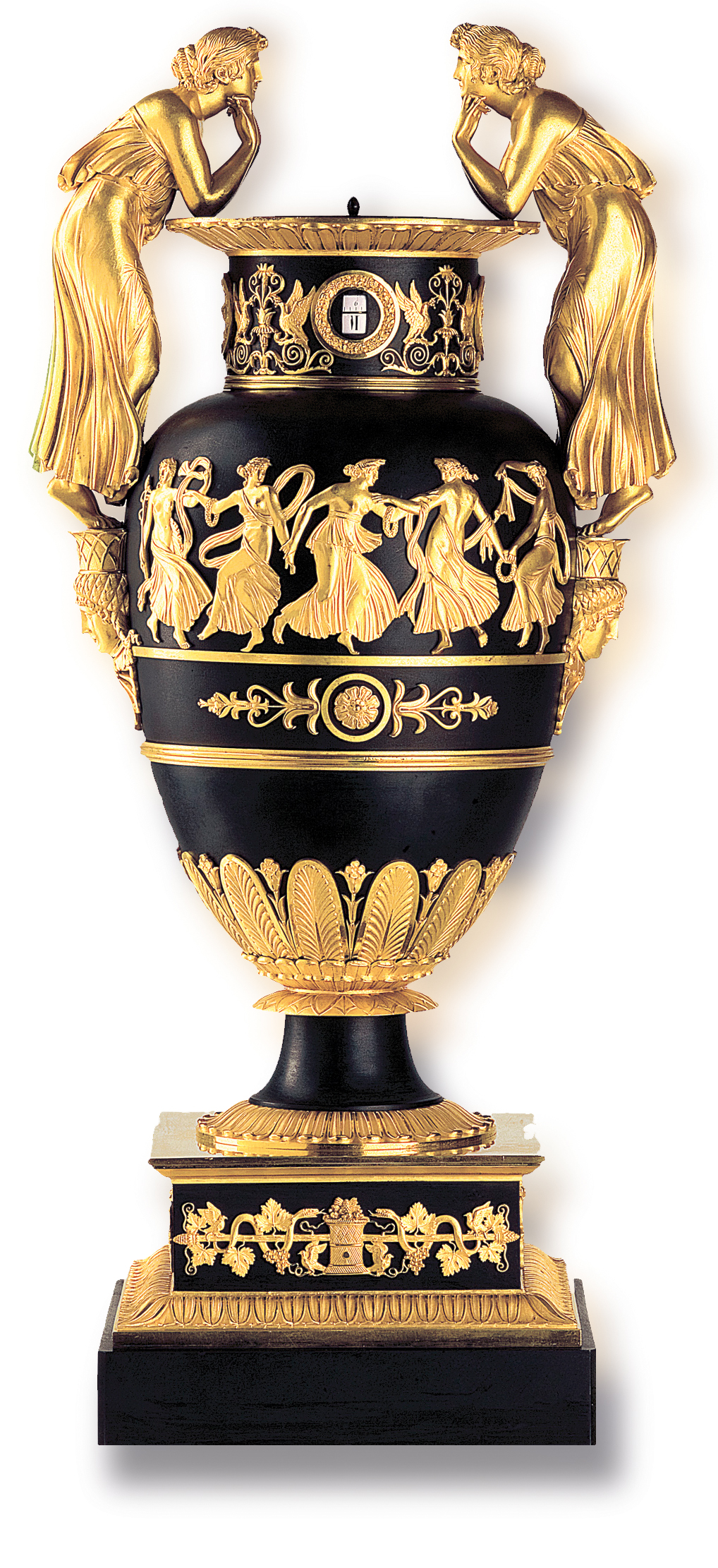
Orologio a forma d'urna in bronzo "a cerchi rotanti" appartenuro a Ernesto Augusto I, principe di Hannover.

### Le invenzioni

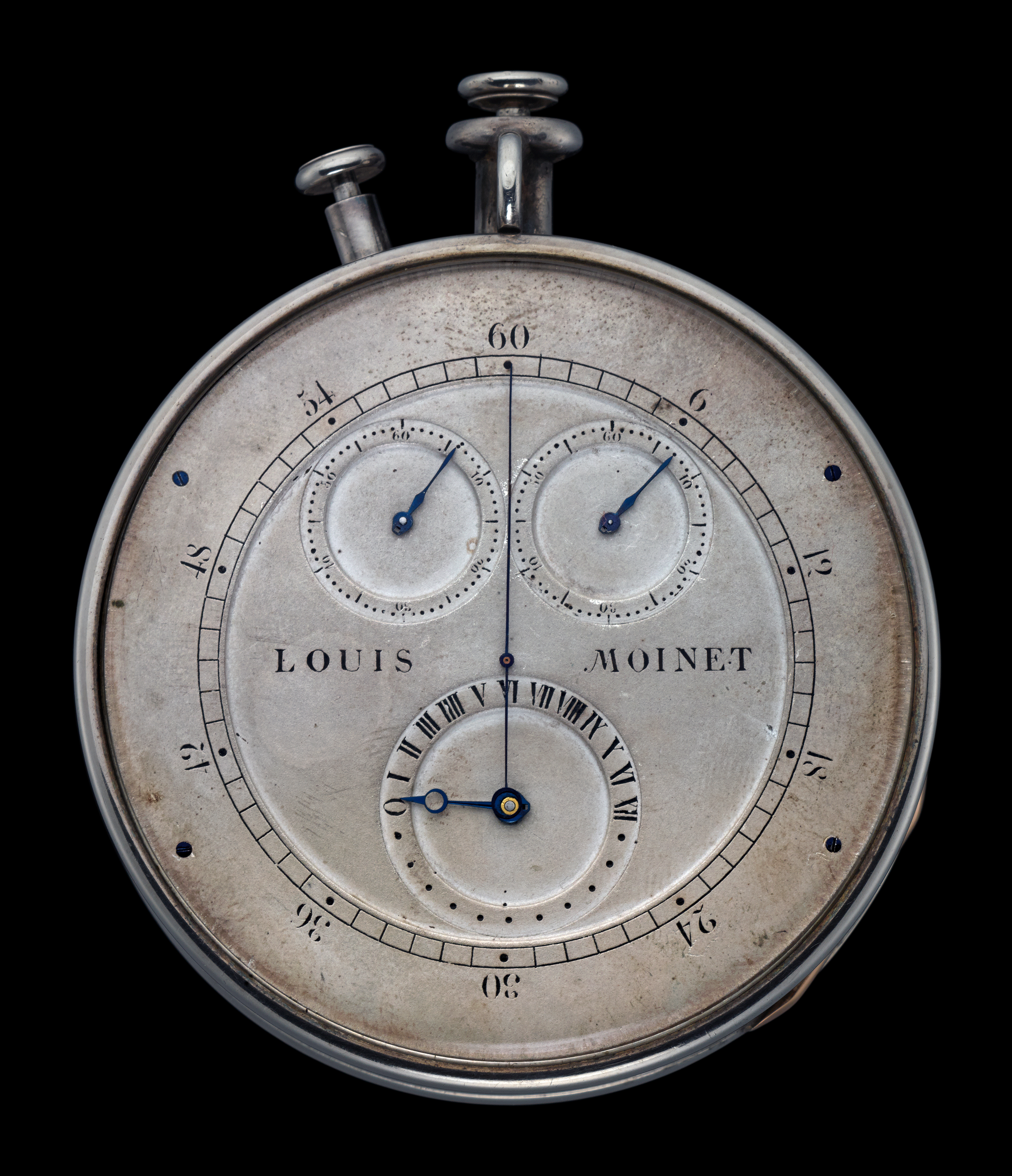
Il primo cronografo mai realizzato, chiamato anche "conta-terzi" dal suo autore, Louis Moinet. I punzoni identificati sul fondo della cassa permettono di affermare che è stato iniziato nel 1815 e terminato nel 1816.

Come fabbricante di strumenti di precisione, Louis Moinet ha praticato l'orologeria marina, astronomica e civile. Uomo di grande ingegno, ne migliora la tecnica divenendo autore di importanti interventi di perfezionamento. Il più importante, che risale al 1816, è senza dubbio la realizzazione del suo "conta-terzi", che trasforma Louis Moinet nell'inventore del cronografo. Questo oggetto straordinario, denominato "conta-terzi" poiché all'epoca il termine cronografo non esisteva ancora, misura il 60° di secondo, genera 216.000 vibrazioni all'ora ed è dotato della funzione di azzeramento. Louis Moinet, creando un oggetto di tale complessità, si afferma come vero e proprio pioniere dell'alta frequenza, anticipando di circa 100 anni gli sviluppi successivi in questi settori.
I prodotti di Louis Moinet sono stati esposti in occasione di due Esposizioni Universali, la prima nel 1851, a Londra. Fedele alle sue abitudini, in quell'occasione Louis Moinet presentò un cronometro in grado di fornire varie informazioni innovative, fra le quali il giorno del mese e i giorni della settimana. In seguito a Parigi, nel 1900, quando venne esposto l'orologio Napoleone nel corso di questa importante manifestazione ai piedi della Tour Eiffel.
L'opera di Louis Moinet comprende anche la creazione di numerose sveglie, orologi regolatori ed astronomici. Inventore di concetti innovativi, elabora meccanismi stupefacenti. Per citarne alcuni, a titolo di esempio, i vari calibri di orologi da tasca con una distribuzione speciale (l'insieme degli ingranaggi è fissato con un pignone da 12). Inoltre, inventa una molla del bariletto dentato che migliora il funzionamento dell'orologio; una molla che egli descrive poeticamente di colore "rosso ciliegia quasi matura" durante il processo di lavorazione a caldo. Inoltre mette a punto una nuova cassa, che semplifica il rimontaggio. Dopo innumerevoli sforzi, crea un sistema per muovere il pistone della spirale in modo da equilibrare lo scappamento senza dover smontare nulla. Infine taglia, arrotonda e perfeziona a mano i rotismi dei suoi orologi marini per garantirne l'esattezza, in base ai principi di calcolo esposti nel suo Trattato di orologeria.
Appassionato dall'eccellenza ma estremamente modesto, Louis Moinet ambisce ai progressi nella sua arte piuttosto che ai vantaggi commerciali. Un atteggiamento che lo porta a condividere liberamente le opere del suo ingegno con gli altri orologiai dell'epoca.

### Il famosoTrattato di orologeria

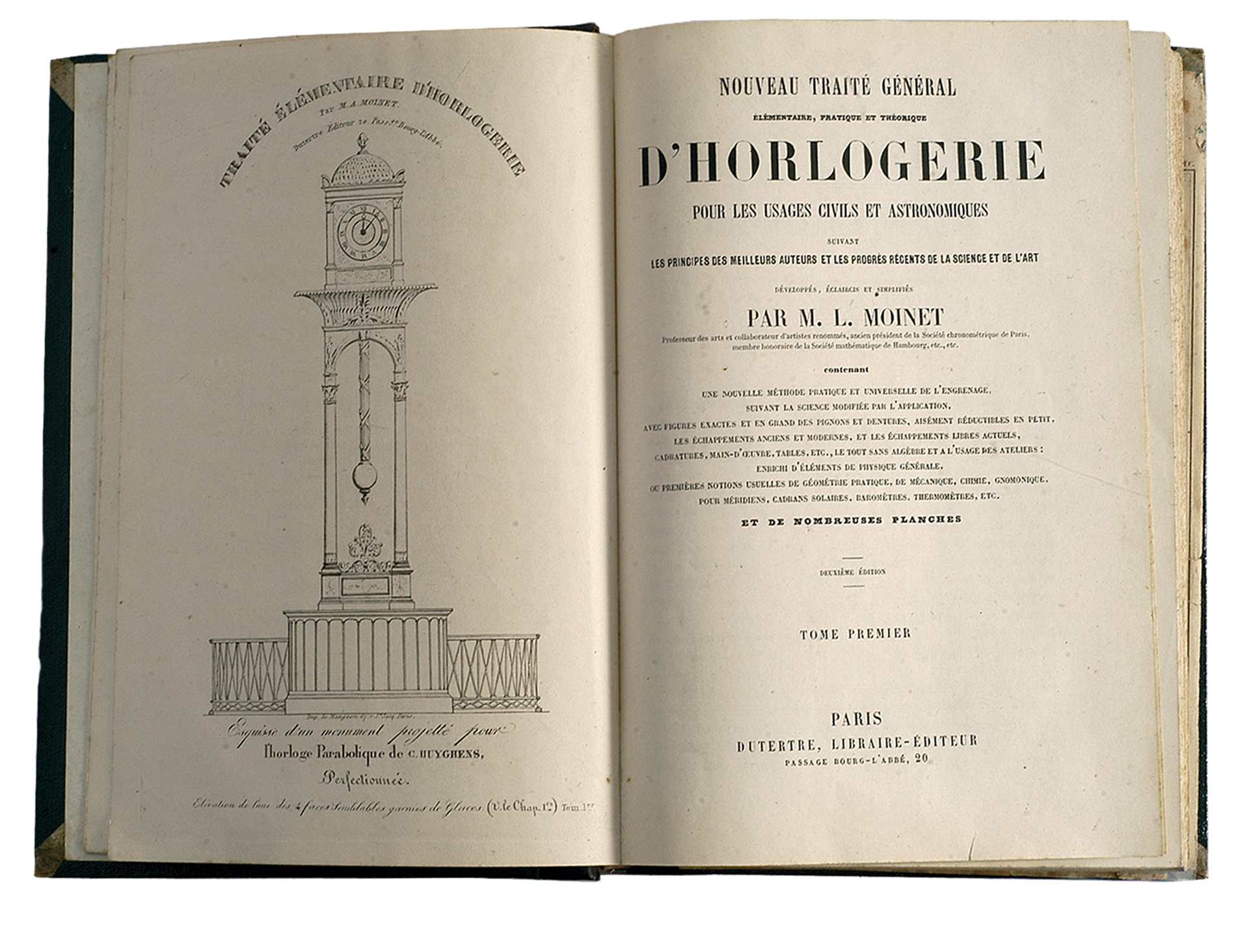
Frontespizio del I volume del Trattato di orologeria (2ª ed.) scritto da Louis Moinet.

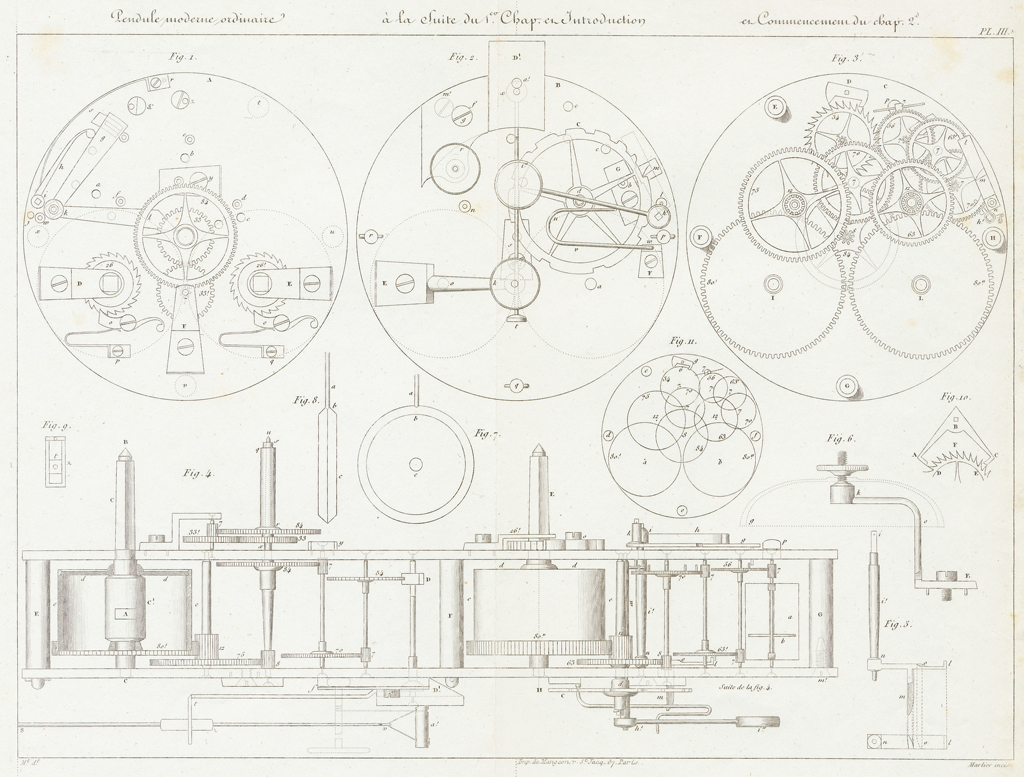
"Orologio moderno normale": tavola ripresa dal Trattato di orologeria di Louis Moinet.

Louis Moinet è conosciuto in particolare per il suo famoso Trattato di orologeria, pubblicato nel 1848 e noto come il più bel libro di orologeria del suo secolo. Al suo interno descrive le migliori tecniche orologiaie e l'opera è stata apprezzata dai grandi orologiai dell'epoca, come Charles Frodsham, Abraham-Louis Perrelet, Claudius Saunier e Joseph Thaddeus Winnerl, e da molti studiosi e amatori, tutti personaggi che l'hanno sottoscritta. La diffusione del Trattato, ripubblicato a tre riprese, si è estesa fino alla Russia.
Louis Moinet ha dedicato vent'anni della sua vita alla redazione di quest'opera in due volumi, molto ricercata ai giorni nostri. Il Trattato contiene un metodo pratico e universale dell'ingranaggio in base alla scienza modificata dall'applicazione.
L'opera di Louis Moinet ha rivestito un ruolo fondamentale, animando e dando vita alla materia. Nel suo ambiente Louis Moinet ha goduto della fama di uomo generoso e di grande intelligenza ed è morto a Parigi il 21 maggio 1853, all'età di 85 anni.